# Tangent (Oregon)
Tangent è una città degli Stati Uniti d'America situata nell'Oregon, nella Contea di Linn.